# PSR B1509-58
PSR B1509-58은 2009년 찬드라 엑스선 관측선에 의해 발견된, 밀리초 주기를 갖는 밀리초 펄사이다.

## 같이 보기
- 펄사